# Ali Madani
Ali Madani (* im Iran) ist ein ehemaliger iranischer Tennisspieler.

## Erfolge
Madani ist Rechtshänder und spielte 1974 und 1975 achtmal für den Iran im Davis Cup und gewann drei Spiele. Seine höchste Weltranglistenposition erreichte er im Januar 1978 mit Platz 266. Bei den Asienspielen 1974 in Teheran gewann er im Doppel die Silbermedaille.